# Anomalon avanzoi
Anomalon avanzoi là một loài tò vò trong họ Ichneumonidae.